# Sitio Safety-Harbor

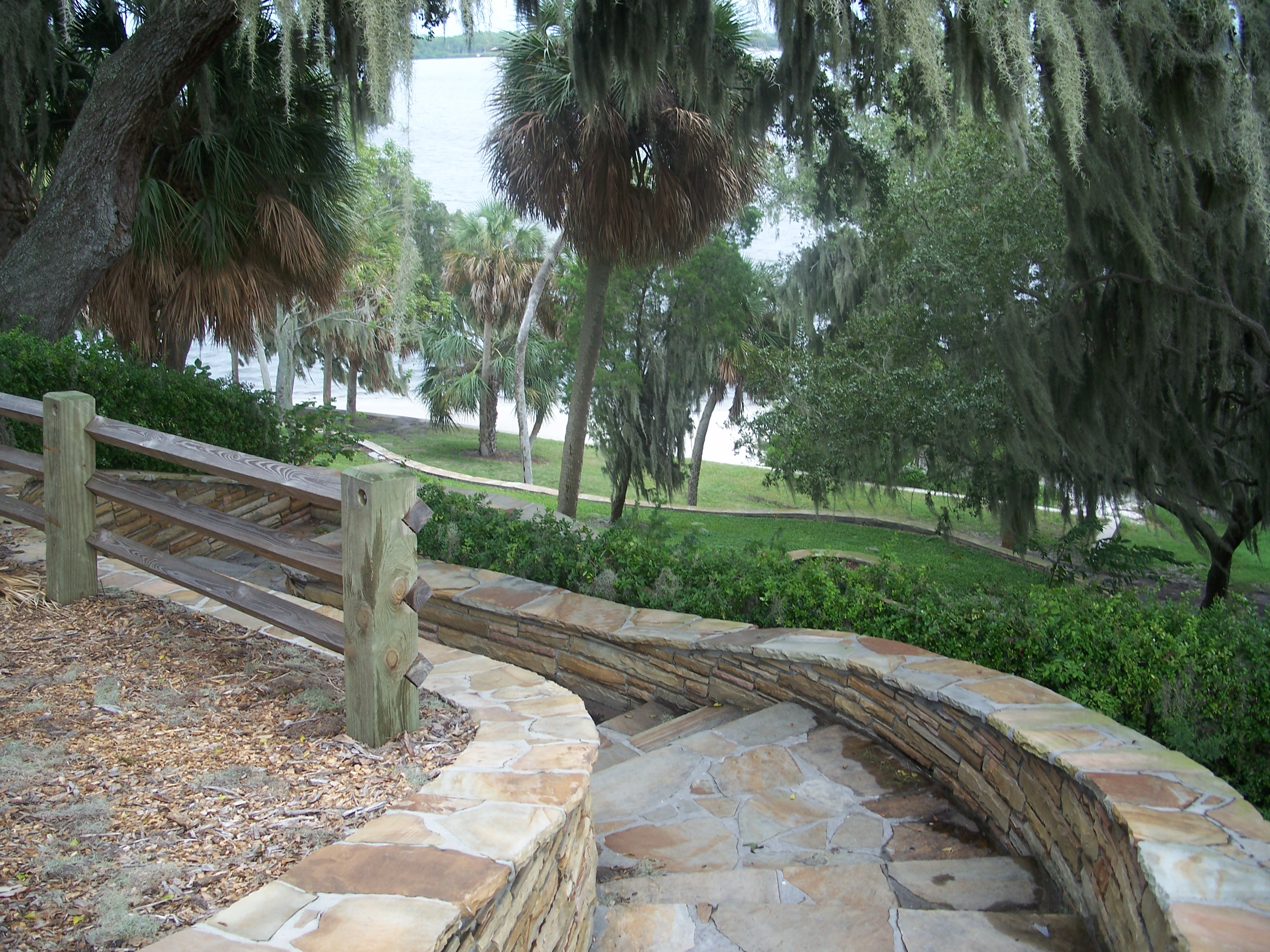
Vista desde lo alto del sitio.

El sitio Safety-Harbor es un lugar arqueológico en el Parque Philippe (Philippe Park, en inglés) de Safety Harbor, Florida, Estados Unidos. Es el mayor de los montículos en el área de la Bahía de Tampa y se cree que fue la ciudad capital de los Tocobaga. Es el sitio modelo de la cultura Safety-Harbor. En 1964 fue declarado Hito Histórico Nacional. Después de que el Registro Nacional de Lugares Históricos fuera creado en 1966, el sitio fue añadido a la lista de este registro. A veces se le conoce con el nombre de montículo indio (indian mound, en inglés).
El sitio consiste en un montículo-templo de 6 m de altitud y un montículo-enterramiento menor. Está abierto al público durante el día. Además de los montículos el sitio contiene caminos para pasear, área de pícnic, posibilidad de navegar en bote y pescar, y bonitas panorámicas.